# Конгресс народов Ичкерии и Дагестана
Конгресс народов Ичкерии и Дагестана (КНИД) — исламистская террористическая организация, созданная в 1998 году Шамилем Басаевым и Мовлади Удуговым. Деятельность «Конгресса» была направлена на разжигание экстремизма и сепаратизма в мусульманских регионах России, а также на проведение террористических акций на её территории. Целью организации являлось отделение Северного Кавказа от России.

## История
В апреле 1998 года в Грозном состоялся учредительный съезд КНИД, руководителем которого стал Шамиль Басаев. Идея создания КНИД была созвучна идее многих чеченских полевых командиров — «освобождению мусульманского Кавказа от российского имперского ига». Под эгидой КНИД были созданы вооружённые формирования, в том числе «Исламская международная миротворческая бригада», которой командовал Хаттаб. КНИД неоднократно выступал с угрозами в адрес «пророссийского руководства» Дагестана, обвиняя его в преследовании местных мусульман, заявляя об «отсутствии легитимной власти» в республике и т. п.
14 февраля 2003 года Верховный суд РФ признал организацию террористической и запретил её деятельность на территории Российской Федерации.